# Paris-Roubaix 1958
Paris-Roubaix 1958 a fost a 56-a ediție a Paris-Roubaix, o cursă clasică de ciclism de o zi din Franța. Evenimentul a avut loc pe 13 aprilie 1958 și s-a desfășurat pe o distanță de 269 de kilometri de la Paris până la velodromul din Roubaix. Câștigătorul a fost Leon Vandaele din Belgia.

## Rezultate
| Loc | Ciclist                   | Timp       |
| --- | ------------------------- | ---------- |
| 1   | Leon Vandaele (BEL)       | 8h 04' 41" |
| 2   | Miguel Poblet (ESP)       | +0' 00"    |
| 3   | Rik Van Looy (BEL)        | +0' 00"    |
| 4   | Rik Van Steenbergen (BEL) | +0' 00"    |
| 5   | Jean Forestier (FRA)      | +0' 00"    |
| 6   | Alfred De Bruyne (BEL)    | +0' 00"    |
| 7   | Marcel Janssens (BEL)     | +0' 00"    |
| 8   | Roger Hassenforder (FRA)  | +0' 00"    |
| 9   | Raymond Impanis (BEL)     | +0' 00"    |
| 10  | Jan Zagers (BEL)          | +0' 00"    |